# Legatura di Berengario

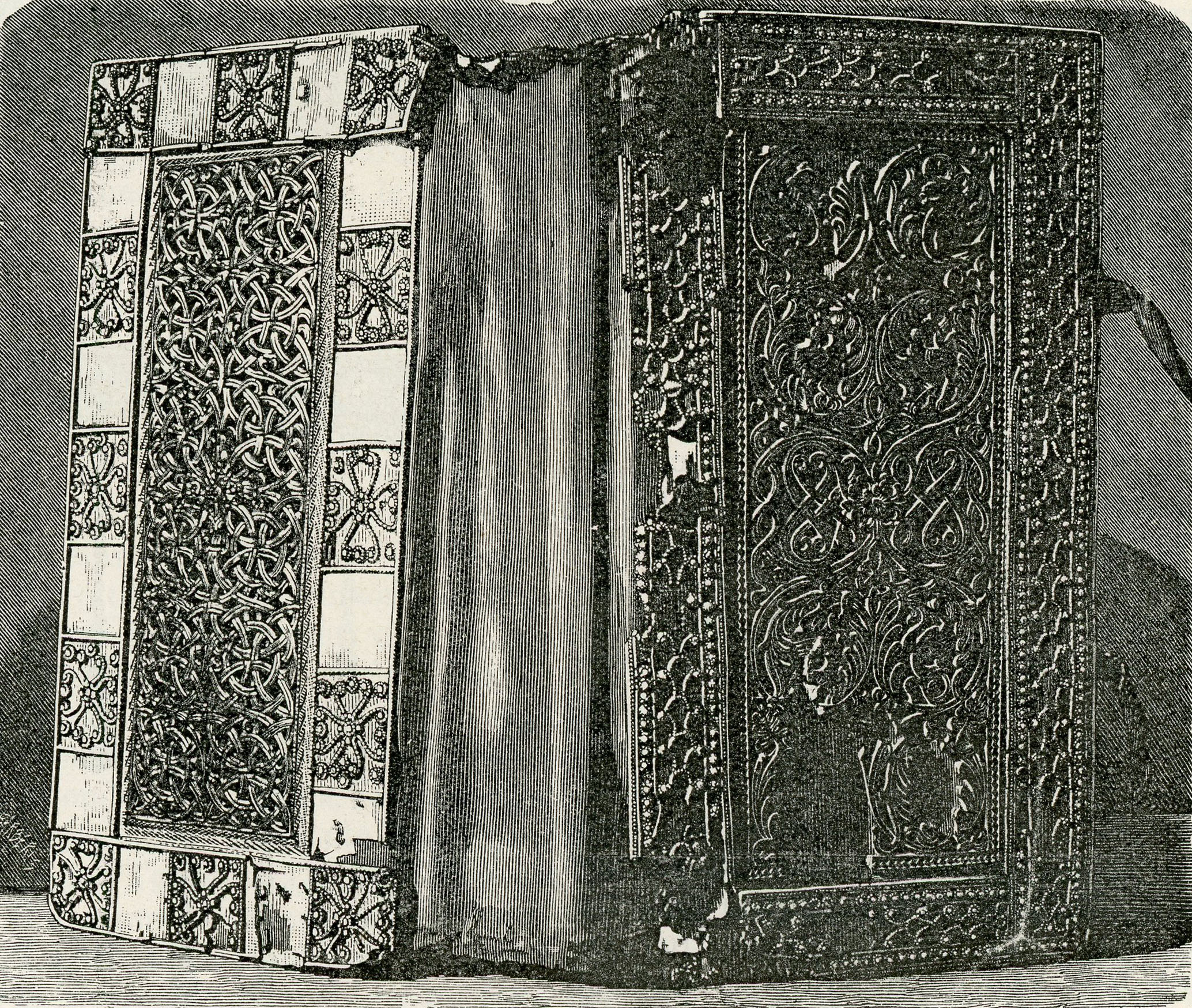

La Legatura di Berengario o Legatura del Sacramentario è un pregovole tipo di legatura, databile alla fine del IX-inizio X secolo, custodita nel Museo Serpero di Monza.

## Descrizione
Donata alla Basilica della città da Berengario I, la legatura che avvolgeva il testo liturgico è composta a due copertine di avorio traforato e incorniciate da una bordatura d'argento, con una lavorazione che per il suo stile è ricollegabile a quello del medievale monastero di San Gallo.